# Seznam moravských šlechtických rodů, K
Tento seznam obsahuje výčet šlechtických rodů, které byly v minulosti spjaty s Markrabstvím moravským. Podmínkou uvedení je držba majetku, která byla v minulosti jedním z hlavních atributů šlechty, případně, zejména u šlechty novodobé, jejich služby ve státní správě na území Moravy či podnikatelské aktivity. Platí rovněž, že u šlechty, která nedržela konkrétní nemovitý majetek, jsou uvedeny celé rody, tj. rodiny, které na daném území žily alespoň po dvě generace, nejsou tudíž zahrnuti a počítáni za domácí šlechtu jednotlivci, kteří na Moravě vykonávali pouze určité funkce (politické, vojenské apod.) po přechodnou či krátkou dobu. Nejsou rovněž zahrnuti církevní hodnostáři z řad šlechty, kteří pocházeli ze šlechtických rodů z jiných zemí.

## K
- Kálnokyové von Köröspatak[1]
- Kalánkové[2]

- Kamarytové z Rovin[2]
- Kameničtí z Kamenice[3]
- Kammelové von Hardegger[1]
- Kaplové z Labochu[2]
- Kaschnitzové z Weinerka[2]
- Khuen-Belasiové[1]
- Kelečtí z Kelče[2]
- Kergelové z Karlsbachu[2]
- Kielmanové z Kielmanseg[2]
- Kladrubští ze Svrčova
- Klatovští z Tulešic[2]
- Kleinové z Wisenbergu[1]
- Klenovští ze Ptení
- Klocmanové z Rychnova[2]
- z Kněževsi
- Kobylkové z Kobylího
- Kobylští z Kobylého[2]
- Kollarzové von Lasskow und Lessan[1]
- Komínkové z Engelhausu[2]
- Kopalové[1]
- z Korotína
- Kostelákové z Kostelce[2]
- Kounicové
- Krajířové z Krajku
- Kraličtí z Cetkovic[2]
- z Kravař
- Krčové ze Skalice[2]
- Kropáčové z Holštejna
- Kübeckové von Kübau[1]
- z Kunovic
- Páni z Kunštátu a Poděbrad